# Belkacem Zeddour Mohamed Brahim
Pour les articles homonymes, voir Brahim (homonymie) et Kacem.
Belkacem Zeddour Mohamed Brahim, dit Si Kacem, né le 2 février 1923 à Oran et mort assassiné le 6 novembre 1954 à Alger,, est un militant nationaliste algérien, membre du mouvement national algérien.

## Biographie

### Enfance
Si Kacem est né le 2 février 1923 au no 5 rue Cambronne dans le quartier Saint Antoine à Oran. Il est le fils de Si Tayeb El Mehadji (Alem Jalil), personnalité religieuse éminente d’Oran, le grand imam de la ville. Dès son enfance, Si Kacem fréquente le chemin de l’école de son père. À neuf ans, il finit d’apprendre le Coran. Le 6 août 1937, il obtient son Certificat d’Études Primaires après avoir poursuivi sa scolarité à l’école Pasteur. Il poursuivra après à plein temps, ses études chez son père jusqu’à l’âge de 22 ans.

### Activités nationalistes et politiques
Une fois les études terminées, il ouvre un commerce de couvertures traditionnelles à Médina Jdida. Le magasin de couvertures allait lui servir de couverture à ses activités secrètes pour le compte du Parti du Peuple Algérien (PPA) activant dans la clandestinité et où Si Kacem avait adhéré très jeune. C’est dans ce magasin que venaient régulièrement Hamou Boutlélis, Si Abdelkader Maâchou et autres pour le tirage de tracts.
Au cours de l'année 1945, une vague d’arrestations de l'armée française fut déclenchée à travers toute l’Oranie. Si Kacem, qui avait organisé les manifestations du 8 mai 1945, fut arrêté à son magasin avec d'autres militants. Ils furent interrogés et incarcérés à la prison civile d’Oran puis transférés à la prison militaire de la ville. Ils furent inculpés de trahison et atteinte à la sûreté extérieure de l’État, d’avoir sciemment participé à une entreprise de démoralisation de l’Armée et de la Nation, ayant pour objet de nuire à la défense nationale en adhérant au parti nationaliste PPA. Le substitut du juge d’instruction militaire, Layrisse, les envoie [Où ?] pour être jugés conformément aux lois. L’acte d’accusation fut signé le 29 janvier 1946 à la suite de l’ordonnance de renvoi devant le tribunal datée du 14 janvier 1946. Dans sa livraison no 3167 du 30 janvier 1946, Oran Républicain reprend le procès, où sept avocats se sont succédé. Si Kacem fut incarcéré sous le numéro d’écrou 1554.

### Formation
À sa sortie de prison le 30 janvier 1946, il décida de suivre ses études à l'Université Zitouna à Tunis. L'admission était subordonnée à un test préliminaire. Les résultats de Si Kacem furent tels que les responsables de l'université l'inscrivirent directement en troisième année. Deux ans après il obtient la Ahliya, diplôme sanctionnant les études de cette institution, signé le 21 juin 1948 par Cheikh Mohamed Tahar Ben Achour.
À l’automne 1949, il part au Caire en €gypte et s’inscrit à l’université Fouad 1er, à Dar El Ouloum pour préparer une licence en lettres. Il choisit l’anglais, le persan, le français, l’espagnol, l’allemand, l’hébreu et bien sûr l’arabe. Il obtient sa licence en septembre 1953.

### Militantisme politique
Au Caire, Si Kacem intensifie ses activités politiques. Il prend contact avec le Bureau du Maghreb. Il fait de nombreuses missions à l’étranger et fut la courroie de transmission entre le PPA et Messali Hadj. Au cours de l’une d’elles, c’est Abderrahmane Azzam, Secrétaire Général de la Ligue arabe qui l’envoie en Algérie. Il reçoit des invitations de personnalités religieuses, universitaires et politiques. Ainsi, il connaîtra Hassan al-Hudaybi, successeur de Hassan el-Banna à la tête des Frères musulmans et Sayyid Qutb auquel il fut très lié. Au Bureau du Maghreb, il rencontre des leaders et des militants maghrébins dont Hocine Aït Ahmed. Il rencontre également Habib Bourguiba, Allal El Fassi, Salah Ben Youssef et Abdelkrim el-Khattabi. Il connaissait aussi personnellement Mohammed Salah Eddine et Mohammed Naguib.
Si Kacem écrivait également dans la presse égyptienne (en particulier dans la revue Da’awat El Haq, Al-Ahram) et dans la presse arabe en général. Sa formation le prédisposait à exceller[réf. nécessaire] dans l’écriture sur des questions de Fiqh, d’exégèse, de rhétorique, de littérature, d’histoire, de philologie, mais surtout sur ses sujets de prédilection : l’arabité, l’Islam au double sens religieux et géographique et tous les problèmes liés à la colonisation. Après avoir obtenu sa licence en 1953, Il reste au Caire où il continue ses activités pendant un peu plus de six mois avant de rentrer à Oran en Algérie.

### Arrestation et assassinat
À son entrée à Oran, Zeddour Brahim est très actif, il rencontre les militants pour les préparer au déclenchement de la guerre de libération, qui débute le 1er novembre 1954. Le 2 novembre, il est arrêté par la Direction de la Sûreté du Territoire (DST), puis relâché. Le 6 novembre 1954, il est arrêté chez lui. Sa famille ne le reverra jamais. Elle apprend seulement qu'il est torturé sauvagement. Son père et son frère se rendent au siège de la DST à Sidi El-Houari et sont informés qu'il a été transféré à Alger. Le 30 novembre 1954, son cadavre est découvert à l'embouchure de l'Oued Hamiz. Le corps a été enterré au cimetière européen de Fort-de-l'eau.